# Gerd Ludwig
Gerd Ludwig (eigentlich Gerhard Erich Ludwig, * 17. März 1947 in Alsfeld, Hessen) ist ein deutsch-amerikanischer Dokumentarfotograf und Fotojournalist.

## Biografie

### Studium
Gerd Ludwig studierte zunächst Germanistik, Politik- und Sportwissenschaft an der Philipps-Universität in Marburg. Er brach dieses Studium ab, um Skandinavien und Nordamerika zu bereisen, wo er sich mit Gelegenheitsjobs als Maurer, Seemann und Tellerwäscher durchschlug. Nach seiner Rückkehr nach Deutschland studierte er Fotografie bei Otto Steinert an der Folkwang Hochschule in Essen (jetzt Folkwang Universität der Künste) und schloss das Studium als Fotodesigner 1974 ab. Im selben Jahr gründete er VISUM, Deutschlands erste Fotografenagentur, zusammen mit André Gelpke und Rudi Meisel. Von 1978 an wohnte er in Hamburg und begann für internationale Magazine und Werbeagenturen zu arbeiten.

### Arbeit für National Geographic
1984 zog er nach New York und wurde in den frühen 1990er Jahren Vertragsfotograf für National Geographic. Im Mittelpunkt seiner Fotografie stehen Umweltthemen und die Veränderungen in den Republiken der ehemaligen Sowjetunion. Als 10-Jahres-Retrospektive der sozialen, ökonomischen und politischen Umwälzungen nach dem Zerfall der Sowjetunion erschien 2001 sein Buch Broken Empire – After the Fall of the USSR (Deutscher Titel: Russland – Eine Weltmacht im Wandel), gleichzeitig wurden die Fotos des Buches in den USA und Europa in Ausstellungen gezeigt. Seine Berichterstattung über die Zeit nach dem Fall der Sowjetunion hat ihm international den Ruf als der führende westliche Fotograf, der die Region dokumentiert, eingebracht.
Gerd Ludwig hat an fast allen der von David Cohen und Rick Smolan initiierten Buchprojekte „A Day in the Life of…“ mitgewirkt. Neben zahlreichen anderen Auszeichnungen erhielt er 2006 den Lucie Award als International Photographer of the Year. 2014 verlieh ihm die Deutsche Gesellschaft für Photographie (DGPh) den Dr. Erich Salomon Preis, der im Gedenken an Erich Salomon für das fotografische Lebenswerk vergeben wird. Im Herbst 2015 zeichnete ihn die Universität von Missouri mit ihrer begehrten Ehrenmedaille (Missouri Honor Medal) aus, die seit 1930 an Personen und Institutionen für ihre langjährige Leistungen im Journalismus vergeben wird.
Gerd Ludwig lebt in Los Angeles, Kalifornien, USA und fotografiert weiterhin hauptsächlich für National Geographic, gelegentlich auch für andere renommierte Zeitschriften und Buchprojekte sowie für Werbeagenturen. Außerdem lehrt er an Universitäten und gibt weltweit Workshops, seine Fotos werden international in Galerien, Museen und auf Festivals wie dem Visa pour L’Image in Perpignan ausgestellt. Daneben fotografiert er persönliche Projekte wie Sleeping Cars und arbeitet Werke aus seinem Archiv auf, darunter Porträts von Joseph Beuys und Friedensreich Hundertwasser.

## Tschernobyl
Gerd Ludwig fotografierte die Folgen des Unglücks von Tschernobyl für National Geographic erstmals 1993 und kehrte 2005 dorthin zurück. Anlässlich des 25-jährigen Jahrestags des Unglücks 2011 versuchte er vergebens, mediales Interesse für weitere Berichterstattung zu gewinnen. Gerd Ludwig wandte sich schließlich Crowdfunding zu und begann dieses im Dezember 2010 als einer der ersten international bekannten Dokumentarfotografen für ein persönliches Projekt zu nutzen. Seine Kickstarter-Kampagne unterstützte eine Rückkehr in die Sperrzone von Tschernobyl, um die Folgen des größten Atomunfalls in der Geschichte weiterhin dokumentieren zu können. Das Unglück von Fukushima am 11. März 2011 ereignete sich, während das Crowdfunding noch lief, und lenkte das öffentliche Interesse erneut auf Tschernobyl und das Thema Atomenergie. Das Projekt erzielte schließlich mehr als 200 % der ursprünglich benötigten Summe.
Die Bilder, die Gerd Ludwig während seiner Rückkehr nach Tschernobyl aufnahm, wurden weltweit veröffentlicht und ausgestellt, zum Beispiel im Sitz der European Bank for Reconstruction and Development (EBRD) in London und beim LOOK3 Charlottesville Festival of the Photograph in Virginia vorgestellt. In Zusammenarbeit mit Lightbox entwickelte er die App „The Long Shadow of Chernobyl“ Sie wurde im Jahr 2012 mit dem 1. Platz in der Kategorie Tablet des „Best of Photojournalism“ - Wettbewerbs der National Press Photographers Association (NPPA) ausgezeichnet.
Im Jahr 2013 kehrte Gerd Ludwig anlässlich des 20. Jahrestages seiner Tschernobyl-Berichterstattung in die Sperrzone zurück, um die Aufräumarbeiten und die Fortschritte beim Bau des Sarkophags zu dokumentieren. Zusammen mit dem österreichischen Verlag Edition Lammerhuber veröffentlichte er 2014 den retrospektiven Bildband „Der lange Schatten von Tschernobyl“ (mit einem Essay von Michail Gorbatschow, Zitaten von Swetlana Alexijewitsch). Um den Druck des Buchs zu unterstützen, nutzte Gerd Ludwig erneut Kickstarter. Die Buchvorstellung fand im Rahmen einer umfassenden Ausstellung im Naturhistorischen Museum Wien statt. „Der lange Schatten von Tschernobyl“ stieß auf weltweite Anerkennung und wurde u. a. als Fotobuch des Jahres (Photobook of the Year) von POYi (Pictures of the Year international) ausgezeichnet.

## Zitat
- „Ein gutes Foto berührt die Seele und bereichert den Geist.“ (Im Englischen: “A great photograph touches the soul and broadens the mind.”)
- „Technik und Komposition in der Fotografie sind wie Grammatik und Syntax in der Literatur.“ (Im Englischen: “Technique and composition in photography are equivalent to grammar and syntax in prose.”)

## Reportagen in National Geographic
- „Museums-Magie“, National Geographic Deutschland: Dezember 2015
- „On a Roll“ National Geographic: Juli 2015
- „Two Cities“ National Geographic: März 2015
- „The Nuclear Tourist“ National Geographic: Oktober 2014
- „Störfall in der Todeszone“ National Geographic Deutschland: Oktober 2014
- „Searching for King Arthur“ National Geographic Deutschland: Januar 2014
- “Tomorrowland” National Geographic: Februar 2012
- “Crimea: A Jewel in Two Crowns” National Geographic: April 2011
- “Soul of Russia” National Geographic: April 2009
- “Jakob der Reiche” National Geographic Deutschland: March 2009
- “Moscow Never Sleeps” National Geographic: August 2008
- “Send Me to Siberia” National Geographic: Juni 2008
- “Vitus Bering” National Geographic Skandinavien: Oktober 2007
- “Vitus Bering” National Geographic Deutschland: Februar 2007.
- “Marktl” National Geographic Deutschland: Mai 2006.
- “The Long Shadow Of Chernobyl” National Geographic: April 2006.
- “Napoleon In Germany” National Geographic Deutschland: November 2005.
- “The Salton Sea” National Geographic: Februar 2005.
- “Nibelungen” National Geographic Deutschland: Dezember 2004.
- “Russia Rising” National Geographic: November 2001.
- “Russlands Seele” National Geographic Deutschland: November 2001.
- “The Brothers Grimm – Guardians of the Fairy Tale” National Geographic: Dezember 1999.
- “A Comeback for the Cossacks” National Geographic: November 1998.
- “Russia’s Iron Road (Trans-Siberian Railroad)” National Geographic: Juni 1998.
- “Moscow. The New Revolution” National Geographic: April 1997.
- “Reinventing Berlin” National Geographic: Dezember 1996.
- “Toronto” National Geographic: Juni 1996.
- “Soviet Pollution,” National Geographic: August 1994
  - “Lethal Legacy: Pollution in the Former U.S.S.R.”
  - “Chernobyl: Living With the Monster”
- “A Broken Empire” National Geographic: März 1993
  - “Russia: Playing by New Rules”
  - “Kazakhstan: Facing the Nightmare”
  - “Ukraine: Running on Empty”
- “Main-Danube Canal Links Europe’s Waterways,” National Geographic: August 1992.
- “The Morning After: Germany Reunited” National Geographic: September 1991.

## Bibliographie
- AO TEA ROA: Island of Lost Desire. Hundertwasser in New Zealand (Albrecht Knaus Verlag, 1979)
- BROKEN EMPIRE: After the Fall of the USSR (National Geographic Society, 2001)
- The Long Shadow of Chernobyl, an interactive photo book as iPad App (Lightbox Press, 2011)
- The Long Shadow of Chernobyl (Edition Lammerhuber, 2014)

## Anthologien
- What Matters (Sterling, 2008)
- Wide Angle: National Geographic's Greatest Places (National Geographic Society, 2005)
- Witness: The World's Greatest News Photographers (Carlton Books, Ltd, 2005)[/1844424928]
- A Day In The Life of Africa (Tides Foundation, 2002)
- National Geographic 50 Greatest Pictures (National Geographic Society, 2011)